# Johan Reuter
Johan Reuter (født 21. juli 1969 i København) er en dansk operasanger.
Johan Reuter har studentereksamen fra Skt. Annæ Gymnasium. Efter gymnasietiden videreuddannede han sig på Det Kgl. Danske Musikkonservatiorium og på Operaakademiet. Han har siden 1996 været ansat ved Det Kongelige Teater.
Blandt hans vigtigste partier på Det Kongelige Teater er Mozart-partierne Leporello og Don Juan i Don Juan, Figaro i Figaros bryllup, Papageno i Tryllefløjten og Guglielmo i Cosi fan tutte, Verdi-partierne Posa i Don Carlos samt titelpartierne i Macbeth og Simon Boccanegra, Alex Bloch i Frandsens I-K-O-N™, Mandryka i Strauss' Arabella, Henrik i Carl Nielsens Maskarade, titelpartiet i Phillip Glass' Orphée, Wotan i Wagners Rhinguldet, Tomskij i Tjajkovskijs Spar dame, Olivier i Strauss' Capriccio, Struensee i Holtens Livlægens besøg, Escamillo i Bizets Carmen, Dr. Needlemeier i Sawers Skin Deep og titelrollen i Musorgskijs Boris Godunov.
Johan Reuter er en efterspurgt solist ved Europas førende operahuse og festivaler som Wagnerfestspillene i Bayreuth, festspillene i Salzburg, Wiener Staatsoper, Theater an der Wien, Deutsche Oper i Berlin, Covent Garden i London, Opera Bastille i Paris og operaerne i Lissabon, Madrid, Zürich, Hamburg, Frankfurt, Essen, og Stuttgart. Her har han sunget partier titelpartiet i Bergs Wozzeck, titelpartiet i Wagners Den flyvende hollænder, Orest i Strauss' Elektra, Nick Shadow i Stravinskijs Lastens vej, Jochanaan i Strauss' Salomé, Barak i Strauss' Kvinden uden skygge, Theseus i Birtwistles Minotauren, Der Wanderer i Wagners Siegfried og titelrollen i Mozarts Figaros bryllup.
Johan Reuter har en international koncertkarriere og har givet koncerter og festivaler og i berømte koncertsale over hele Europa som festivalen i Bregenz, Maggio Musicale i Firenze og BBC Proms i London,  Concertgebouw i Amsterdam, Philharmonien i Berlin og Palais des Beaux Arts i Bruxelles. 
Han er engageret til Gran Teatre de Liceu i Barcelona, Bayerische Staatsoper i München og Metropolitan i New York.  
Han har indspillet en lang række cd'er blandt andet Kunzens Holger Danske, Carl Nielsens Maskarade, Schuberts Vinterrejse på dansk, Rare Verdi med sjældne Verdi-arier og en lied-CD med sange af Richard Strauss, Nielsen og Børresen. Han medvirker på flere dvd'er blandt andet The Copenhagen Ring, Bo Holtens Livlægens besøg, Mozarts Zaïde og Birtwistles Minotauren. 
Johan Reuter har en særlig interesse for det 20. og det 21. århundredes operaer.

## Priser og hædersbevisninger
- 2005: Ridder af Dannebrog
- 2015: Reumert (for Saul og David, Det Kongelige Teater)[1]